# Panna Maria Zderazská
Milostná socha Panny Marie Zderazské je pozdně gotická památka pravděpodobně zhotovená na konci 15. století. Je umístěna na bočním oltáři v kostele sv. Vojtěcha v Praze na Novém Městě. Znázorňuje Pannu Marii stojící na měsíci s Ježíškem v levé a žezlem v pravé ruce. Zhotovena byla staročeskými řezbáři z lipového dřeva, ozdobena polychromií.

## Historie
Socha pochází z konce 15. století z období vlády krále Vladislava II. (1471–1510), které bylo pro Čechy poměrně pokojné.
Původně byla uctívána v blízkém, dnes zaniklém, kostele sv. Petra (později sv. Petra a Pavla) na Zderaze (dnes: na Zbořenci), kde od 12. století působil řád křižovníků-strážců Božího hrobu jeruzalémského. Členové tohoto řádu nosili na černém rouchu dvojitý červený kříž. S tímto křížem je na některých starých obrázcích tato Madona zobrazována.[zdroj?]
Rozsáhlý trojlodní kostel byl i s křižovnickým klášterem v roce 1419 zpustošen a později úplně rozbořen rozlíceným husitským davem. Po zlepšení poměrů se řeholníci vrátili do Prahy a konali bohoslužby v bývalé sakristii.
V barokním období – za probošta Viléma Elbla z Elbinberku († 1690) – došlo k obnově západní části klášterní budovy. Během rekonstrukce byla v sutinách nalezena tato socha, kterou řeholníci následně umístili do kaple (v roce 1660).
Velká úcta zbožného lidu k této Madoně je zřejmá například z daru měšťana Daniela Mazánka ze Zlatého pole, který roku 1699 ve své závěti odkázal 10 000 zlatých pro obnovení chrámu na Zderaze. S touto barokní stavbou se začalo v roce 1722.

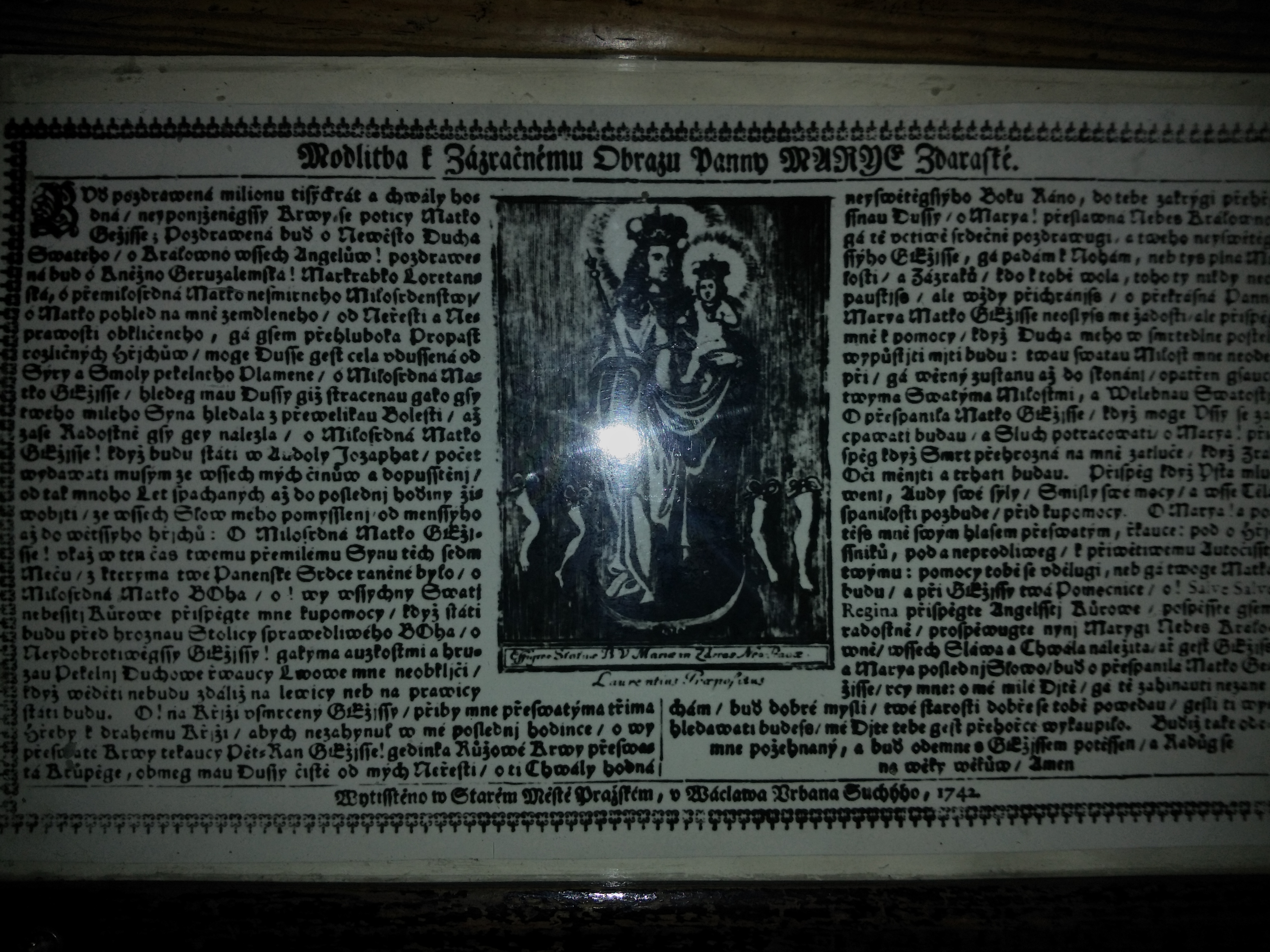
Modlitba k Panně Marii Zderazské

Milostná socha Madony byla z kaple do nového kostela přenesena za velkých slavností 8. prosince 1731. Slavnostní kázání karmelitána P. Vojtěcha o těchto slavnostech bylo vydáno tiskem s titulem:
„Phoenix z popele obživlý aneb Sláva domu Páně Zderadského knížat apoštolských sv. Petra a Pavla z hrobu prvního Zderadského slavného chrámu v smutných před léty zříceninách pohřbeného, radostně vzkříšená, kteréhožto v nově pozdviženého domu Božího nejdražší ozdoba sumovní sláva po Kristu Spasiteli jest největší Matka Maria, v starožitným a milostným svatým obraze Zderazským, již zdávna od věřícího stavu vyššího i nižšího nábožně ctěná, velebená a vzývaná a onehdy k většímu Zderadsko – mariánských ctitelů potěšení a žádosti do nového předřečeného chrámu kanovníků regulárních nejsvětějšího hrobu Páně strážních s dvojnásobným červeným křížem slavně přenesená..“

K Madoně se o pomoc utíkaly zvláště ženy v požehnaném stavu a matky po porodu. Klášterní letopisy vypravují o mnohých dobrodiních přičítaných Madoně. Stejnou řečí hovoří i rytiny, kterých se z 18. století zachovalo několik, dále pak i zvláštní modlitby k Panně Marii Zderazské. Jedna z nich původem od Václava Suchého vytištěná roku 1742 v Praze je dnes umístěna na klekátku před Madonou.

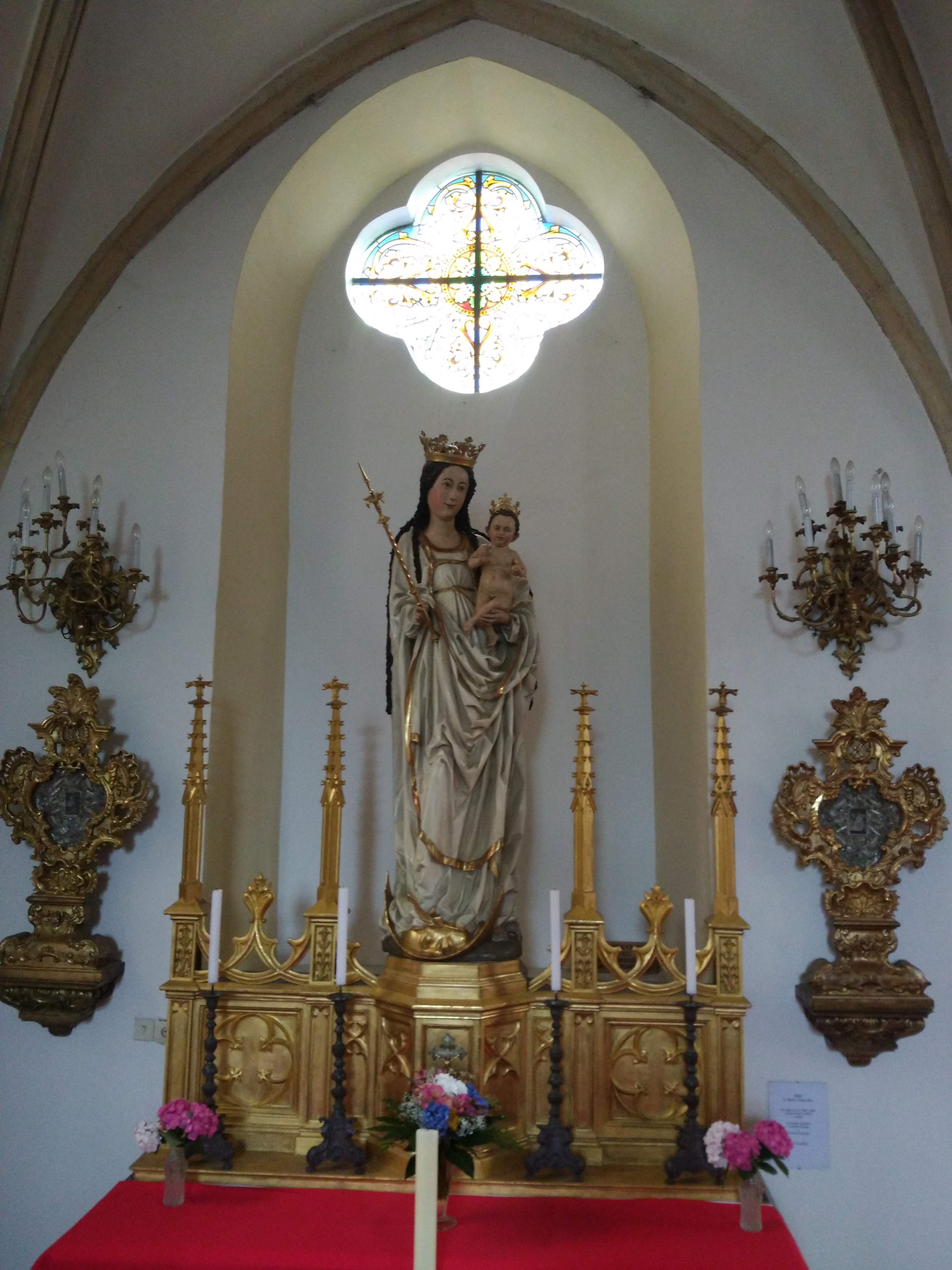

Josefinské rušení klášterů a kostelů zasáhlo i zderazský klášter strážců Božího hrobu a to roku 1784. Ale ani v těchto bouřích nezanikla úcta ke Zderazské Bohorodičce. Socha byla z kostela sv. Petra a Pavla přenesena do kostela sv. Václava v sousední Resslově ulici. Po zrušení tamějšího kláštera augustiniánů – bosáků roku 1785 byla pro velkou úctu, kterou k ní lid choval, přenesena do farního kostela sv. Vojtěcha. Zasloužil se o to farář Antonín Dvořák.
Socha byla restaurována roku 1875 akademickým sochařem Veselým a roku 1922 restaurátorem Vendelínem Kostečkou.

## Zajímavosti
Je zdokumentováno, že císař Leopold I. znal tuto sochu a ctil ji ve své nemoci.[zdroj?]
V roce 1875 byl pro sochu zhotoven zlacený podstavec v gotickém slohu podle nákresu prof. Jiřího Pacolda.